# Filozofska antropologija
Filozofska antropologija (gr. antropos - logos = nauk o človeku) je filozofski nauk o bistvu in smislu človeškega obstoja. Povezuje spoznanja različnih znanosti o človeku v celovito (holistično) podobo.